# Gare de Safi
 (novembre 2017).
Si vous disposez d'ouvrages ou d'articles de référence ou si vous connaissez des sites web de qualité traitant du thème abordé ici, merci de compléter l'article en donnant les références utiles à sa vérifiabilité et en les liant à la section « Notes et références ».
La Gare de Safi se situe dans le centre-ville de Safi, une ville marocaine côtière sur l'Atlantique. La gare s'étend sur 1 060 m² et a été modernisée pour un coût de 10 millions de dirhams marocains. Elle est reliée à Benguerir par 2 AR par jour.
La nouvelle gare comprend un hall voyageurs, des guichets et locaux de service, des locaux commerciaux et un parc de stationnement.